# بلید رانر ۲۰۴۹
بلید رانر ۲۰۴۹ (انگلیسی: Blade Runner 2049) فیلم علمی تخیلی نئو-نوآر آمریکاییِ سالِ ۲۰۱۷ به کارگردانی دنی ویلنوو و نویسندگی همپتن فنچر و مایکل گرین است. این فیلم دنباله‌ای بر بلید رانر (۱۹۸۲) است و بازیگران شامل رایان گاسلینگ و هریسون فورد در کنار آنا د آرماس، سیلفیا هوکس، رابین رایت، مک‌کنزی دیویس، کارلا یوری، لنی جیمز، دیو باتیستا و جرد لتو می‌شوند. فورد و ادوارد جیمز آلموس نقش‌های خود از فیلم اول را بار دیگر ایفا می‌کنند. گاسلینگ نقش کِی، نوعی «بلید رانر» آدم‌وارهٔ Nexus-9 را ایفا می‌کند. او رازی را آشکار می‌کند که باعث بی‌ثباتی در جامعه و روند تمدن می‌شود.
ایده‌هایی برای دنبالهٔ بلید رانر نخستین بار در دههٔ ۱۹۹۰ مطرح شد اما مسائل مربوط به صدور مجوز فیلم مراحل توسعه را متوقف کرد. اندرو کوسوو و برودریک جانسن مجوز حق انتشار فیلم را از باد یورکین گرفتند. ریدلی اسکات در مقام کارگردان اولیهٔ فیلم کنار رفت و به‌عنوان تهیه‌کنندهٔ اجرایی انتخاب شد و در نهایت دنی ویلنوو برای کارگردانی فیلم انتخاب شد. بودجهٔ ساخت بلید رانر ۲۰۴۹ از طریق مشارکت الکان انترتینمنت و سونی پیکچرز و همچنین بازپرداخت مالیاتی توسط دولت مجارستان تأمین شد. برادران وارنر به نمایندگی از الکان انترتینمنت، فیلم را در آمریکای شمالی توزیع کرد و سونی وظیفهٔ توزیع در بازارهای بین‌المللی را بر عهده داشت. بیشتر مراحل فیلم‌برداری اصلی در دو صحنه استودیویی در بوداپست طی چهار ماه از ژوئیه تا نوامبر ۲۰۱۶ صورت گرفت.
بلید رانر ۲۰۴۹ در ۳ اکتبر ۲۰۱۷ در لس آنجلس به نمایش درآمد و در ۶ اکتبر ۲۰۱۷ در ایالات متحده اکران شد. این فیلم برای اجراهای بازیگران، کارگردانی، فیلم‌نامه، فیلم‌برداری، تدوین، موسیقی، طراحی صحنه، جلوه‌های بصری و وفاداری به فیلم اول مورد تحسین منتقدان قرار گرفت، و به‌طور گسترده در میان بهترین فیلم‌های سال ۲۰۱۷ قرار گرفته شد. اما عملکرد ناامیدکننده‌ای در گیشه داشت و ۲۶۰٫۵ میلیون دلار در سراسر جهان در مقابل بودجه تولید بین ۱۵۰ تا ۱۸۵ میلیون دلاری خود فروخت. بلید رانر ۲۰۴۹ در نودمین دوره جوایز اسکار برندهٔ جایزهٔ بهترین فیلم‌برداری و بهترین جلوه‌های تصویری شد و همچنین نامزد دریافت جایزهٔ بهترین صداگذاری، بهترین میکس صدا و بهترین طراحی صحنه بود. این فیلم در هفتاد و یکمین دوره جوایز فیلم بفتا نیز نامزد دریافت هشت جایزه از جمله بهترین کارگردانی شد و در نهایت جایزهٔ بهترین فیلم‌برداری و بهترین جلوه‌های ویژه بصری را کسب کرد. سریالی دنباله تحت عنوان بلید رانر ۲۰۹۹ در دست ساخت است.

## داستان
در ۲۰۴۹، یک آدم مصنوعی به نام کِی که برای اداره پلیس لس‌آنجلس به عنوان یک بلید رانر کار می‌کند و مأموریت دارد آدم مصنوعی‌های قدیمی و رده خارج را بازنشسته کند یعنی آنها را بکشد، اتفاقی جعبه حاوی استخوان‌هایی را در زیر یک درخت خشک شده و مرده پیدا می‌کند که در آزمایشگاه معلوم می‌شود متعلق به راشل/ریچل است که ۳۰ سال قبل در ۲۰۱۹، از دکارد حامله شده بود و یک بچه از او به دنیا آورد و در حین زایمان مرد.

## آینده
در نوامبر ۲۰۲۱، اسکات اعلام کرد که سریالی تلویزیونی از بلید رانر در دست ساخت است. در فوریه ۲۰۲۲، اعلام شد که سریال بلید رانر ۲۰۹۹ در الکان انترتینمنت و آمازون استودیوز در حال توسعه است. داستان این سریال پنجاه سال پس از وقایع ۲۰۴۹ اتفاق می‌افتد. اسکات به عنوان تهیه‌کننده اجرایی در روند ساخت حضور دارد و احتمالاً کارگردانی سریال را بر عهده خواهد داشت. سیلکا لویزا به عنوان شورانر در پروژه حضور خواهد داشت.